# لوسيا مارتن
لوسيا مارتن غونزاليز (مواليد 15 يناير 1979، لوغو) مهندسة بيئية وسياسية إسبانية. تم انتخابها لعضوية مجلس النواب. وهي مستشارة الإسكان والتجديد في مجلس مدينة برشلونة.
كانت منظّمة لـ المنصة المتأثرة بالرهن العقاري. وكانت مرشحة في الانتخابات المحلية الإسبانية عام 2015.
في الانتخابات العامة الإسبانية لعام 2015 تم انتخابها نائبة عن برشلونة في حزب معا نستطيع.